# Rejon suchobuzimski
Rejon suchobuzimski (ros. Сухобу́зимский райо́н, Suchobuzimskij rajon) – rejon administracyjny i komunalny Kraju Krasnojarskiego w Rosji. Centrum administracyjnym rejonu jest wieś Suchobuzimskoje, której ludność stanowi 20% populacji rejonu. Został on utworzony 4 kwietnia 1924 roku.

## Położenie
Rejon ma powierzchnię 5612 km² i znajduje się w południowo-środkowej części Kraju Krasnojarskiego.

## Ludność
W 1989 roku rejon ten liczył  mieszkańców 25 460, w 2002 roku 23 445, w 2010 roku 33 737, a w 2011 zaludnienie wyniosło 20 741 osób.

## Podział administracyjny
Administracyjnie rejon dzieli się na 9 sielsowietów oraz jedno miasto.